# Al-Ka’im (kalif bagdadzki)
Abu Dża’far Abdallah ibn Ahmad al-Kadir Al-Ka'im bi-amri 'llah (arab. ‏أبو جعفر عبد الله بن أحمد القادر‎), znany lepiej pod królewskim tytułem Al-Ka’im bi-amri 'llah (arab. ‏القائم بأمر الله‎, "Ten, kto wypełnia rozkaz Boga"; ur. 8 listopada 1001 r. w Bagdadzie, zm. 2 kwietnia 1075 tamże) – dwudziesty szósty kalif dynastii Abbasydów. Panowanie Al-Ka’ima zbiegło się z końcem dominacji dynastii Bujidów w kalifacie i powstaniem dynastii Seldżukidzów.

## Życiorys

### Wczesne życie
Abu Dża’far Abdallah urodził się 8 listopada 1001 roku w Bagdadzie. Jego ojcem był kalif Al-Kadir, który panował w latach 991–1031. Matką przyszłego kalifa była konkubina ojca imieniem Kar al-Nada. Była ona pochodzenia ormiańskiego lub greckiego. Nazywaną ją również Alam.
Najstarszy syn Al-Kadira, starszy brat Abu Dża’fara, Al-Ghalib zmarł w 1019 roku. Z tego powodu Al-Kadir mianował swoim następcą Abu Dża’fara, który przyjął imię Al-Ka’im. Decyzję podjął całkowicie niezależnie od władców Bujidów. 12 grudnia 1031 miała miejsce jego koronacja.

### Panowanie
Pierwsza połowa długiego panowania Al-Ka’ima przebiegała prawie bezustannie z zamieszkami. Bagdad pozostawał często bez władcy, ponieważ amir Bujidów zmuszany był do ucieczki ze stolicy. Kalif dysponował wówczas bardzo ograniczonymi zasobami osobistymi, był jednak w stanie arbitrażować między amirami Bujidów.
W momencie, gdy wpływy dynastii Seldżukidzów rosły, Chaghri Beg wydał swoją córkę, Chdadidża Arslan Chatun, za mąż za Al-Ka’ima.
W 1058 roku Bagdad został zdobyty przez tureckiego generała Arslana Al-Basasira. Tughril Beg był wówczas zajęty powstaniem swego brata w Iranie. Al-Ka’im przebywał pierwotnie podczas tych wydarzeń w Bagdadzie, ale został później wysłany do Ana na rozkaz Al-Basasira. Przez około rok Al-Ka’im był trzymany przez Al-Basasira jako zakładnika, jako kartę przetargową w negocjacjach z Tughrilem. Tughril ostatecznie zapewnił kalifowi wolność, udając się bezpośrednio do domu, w którym był przetrzymywany, omijając tym samym negocjacje z Al-Basasirem.
W 1058 roku Al-Basasir zmarł, co zakończyło jego powstanie w Bagdadzie. Tym samym dynastia Seldżukidów pozostała jedyną dominującą siłą w kalifacie Al-Ka’ima. Pod tym względem byli podobni do Bujidów, ale byli bliżej związani z kalifem w kwestiach religijnych.
W 1062 roku Al-Ka’im mianował wezyrem Fachra ad-Daula ibn Dżahira. Jego tytuł, którym się posługiwał, Fachr ad-Daula oznacza "chwała dynastii". Fachr ad-Daula otrzymał również tytuł Sharaf al-wuzarā. Jego pierwsza kadencja trwała do 1068 roku. Ze względu na serię wykroczeń (dhunūb), których się dopuścił, został zwolniony. Przebywał on bowiem w Bāb al-Hujra, tz. "Tajnej Izbie" bez pozwolenia i nosił ceremonialne szaty, co w tamtych czasach oznaczało działanie ponad jego stanowisko.
Konkurencja o zastąpienie jego stanowiska była zacięta. Pod uwagę brano trzech różnych kandydatów, ale żadnen z nich nie objął urzędu wezyra. Początkowo krążyły pogłoski, że Al-Ka’im przywrócił Fachr ad-Daula na stanowisko, jednak pogłoski te nie zostały powierdzone. 10 grudnia 1068 roku Fachr ad-Daula powrócił do Bagdadu i objął ponowanie stanowisko wezyra. Szaty honorowe wezyra przygotowano dla niego 29 grudnia i wręczono mu je w środę 31 grudnia 1068 roku. Następnego dnia mieszkańcy przyszli mu pogratulować.
Al-Ka’im wydawał się nie żywić urazy do Fachr ad-Daula, iż powierzył jemu i jego synowi, Amidowi ad-Daula szeroki zakres obowiązków.

### Śmierć
Gdy Al-Ka’im leżał na łożu śmierci, opiekę nad nim przejął Fachr ad-Daula. Al-Ka’im zmarł 2 kwietnia 1075 roku w wieku 73 lat. Następcą Al-Ka’ima został jego wnuk, Al-Muktadi.

## Życie prywatne
Pierwszą żoną Al-Ka’ima była Buwaja, która zmarła na w 1049 lub 1050 roku. Jego druga żona, Chdadidża Arslan Chatun, została zaręczona z synem Al-Ka’ima, Muhammadem. Muhammad zmarł jednak w 1056 roku i Chdadidża wzięła ostatecznie ślub z kalifem. Był z nią w związku małżeńskim do jego śmierci w 1075 roku.
Muhammad ibn al-Ka’im miał syna Abula Kasima, znanego pod tytułem królewskim jako Al-Muktadi. Jego matką była ormiańska konkubina o imieniu Urdżuwan, znana również jako Kurrut al-Ajn. To właśnie syn Muhammada został następcą tronu po Al-Ka’imie.
Al-Ka’im miał również córkę imieniem Sajjida. W sierpniu lub wrześniu 1062 roku wzięła ślub z seldżukidzkim sułtanem Tughrilem Begem. Propozycja małżeństwa kosztowała go sto tysięcy dinarów. Sajjida została sprowadzona do pałacu sułtana na przełomie marca i kwietnia 1063 roku. Gdy Tughril Beg zmarł we wrześniu tego samego roku, Sajjidę odesłano z powrotem do Bagdadu. Zmarła 20 października 1102 roku.